# Холандија на Европском првенству у атлетици у дворани 1973.
Холандија је учествовала на 4. Европском првенству у атлетици у дворани 1973. одржаном у Ротердаму, (Холандија), 10. и 11. марта. Репрезентацију Холандије у њеном четвртом учешћу на европским првенствима у дворани представљало је 20 атлетичара (14 м и 6 ж) који су се такмичили у 10 дисциплина (6 мушких и 4 женске).
На овом првенству представници Холандије нису освајали медаље.
У табели успешности (према броју и пласману такмичара који су учествовали у финалним такмичењима (првих 8 такмичара)) Холандија је са пет учесника у финалу делила са Уједињеним Краљевством десето место са 19 бдова, од 22 земље које су имале представнике у финалу. Данска и Исланд нису имали представнике у финалу.
| Плас. | Земља     | 1. место | 2. место | 3. место | 4. место | 5. место | 6. место | 7. место | 8. место | Бр. финал. - Бод. |
| ----- | --------- | -------- | -------- | -------- | -------- | -------- | -------- | -------- | -------- | ----------------- |
| 10.   | Холандија | −        | −        | −        | 2 − 5    | 1 − 4    | 1 − 3    | 1 − 2    | −        | 5 − 19            |

## Учесници
| Бр. | Дисциплина | Мушкарци                                        | Жене                           | Укупно |
| --- | ---------- | ----------------------------------------------- | ------------------------------ | ------ |
| 1.  | 60 м       | Самуел Јан Рејдерс Коен Јансен Рејмонд Херенвен | Мике фан Висен                 | 4      |
| 2.  | 800 м      | Јан Рајндерс Мартин Мозер                       | Анеке де Ланге Јоке ван Гервен | 4.     |
| 3.  | 1.500 м    | Хајко Схарм Брам Васенар Рулоф Велд             |                                | 3      |
| 4.  | 3.000 м    | Егберт Нејстадс Јос Херменс Јохн ван дер Вансен |                                | 3      |

| Бр. | Дисциплина           | Мушкарци                                             | Жене                                     | Укупно   |
| --- | -------------------- | ---------------------------------------------------- | ---------------------------------------- | -------- |
| 5.  | 60 м препоне¹        | Хенк ван Енкхејзен                                   | Мике фан Висен*                          | 3 (4)*   |
| 6.  | Šтафета 4 х 4 круга¹ | Вејнанд Блад Вим Браксма Мартин Мозер* Јан Рејндерс* |                                          | 3 (4)*   |
| 9.  | Скок увис            |                                                      | Марија Алерс Анемике Баума Мике ван Дорн | 3        |
|     | Укупно (13)          | 14 (16)*                                             | 6 (7)*                                   | 20 (23)* |

¹ Напомена:Пошто је кружна стаза у Греноблу износила 180 метара, није се могло одржати такмичење штафета 4 х 400 метара јер су два круга уместо 400 метара износила 360, тако да је било немогуће измене извршити на местима које та трка по правилима ИААФ предвиђа, па је назив ове дисциплине био штафета 4 х 2 круга. Победницама се рачунају медаље, а постигнути резултати не, јер су постигнути у дисциплини која званично не постоји.
- Звездица уз име такмичара означава да је учествовао у више дисциплина
- Звездица уз број у загради означава да су у њега још једном урачунати такмичари који су учествовали у више дисциплина.

## Резултати

### Мушкарци
| Атлетичар                                              | Дисциплина   | Лични рекорд | Квалификације   | Квалификације | Полуфинале           | Полуфинале           | Финале               | Финале   | Детаљи |
| Атлетичар                                              | Дисциплина   | Лични рекорд | Резултат        | Место         | Резултат             | Место                | Резултат             | Место    | Детаљи |
| ------------------------------------------------------ | ------------ | ------------ | --------------- | ------------- | -------------------- | -------------------- | -------------------- | -------- | ------ |
| Самуел Јан Рејдерс                                     | 60 м         |              | 6,77 КВ         | 2. у гр. 5    | 6,75 КВ              | 1. у пф. 1           | 6,81                 | 5. / 33  |        |
| Коен Јансен                                            | 60 м         |              | 6.90 ЛРд        | 4. у гр. 6    | Није се квалификовао | Није се квалификовао | Није се квалификовао | 23. / 35 |        |
| Рејмонд Херенвен                                       | 60 м         |              | 6,93            | 5 у гр. 4     | Није се квалификовао | Није се квалификовао | Није се квалификовао | 27. / 33 |        |
| Јан Рајндерс                                           | 800 м        |              | 1:51,24 ЛРд     | 4. у гр. 2    |                      |                      | Није се квалификовао | 15. / 18 |        |
| Мартин Мозер                                           | 800 м        |              | 1:52,27 ЛРд     | 6. у гр. 1    | 17. / 18             |                      | Није се квалификовао |          |        |
| Хајко Схарм                                            | 1.500 м      |              | 3:44,45 кв. ЛРд | 4. у гр. 1    | 3:44,45 ЛРд          | 6. / 16              |                      |          |        |
| Брам Васенар                                           | 1.500 м      |              | 3:45,72 КВ, ЛРд | 3. у гр. 2    | 3:44,98 ЛРд          | 7. / 16              |                      |          |        |
| Рулоф Велд                                             | 1.500 м      |              | 3:45,85 ЛРд     | 7. у гр. 1    | Није се квалификовао | 11. / 16             |                      |          |        |
| Егберт Нејстад                                         | 3000 м       |              | 8:00,29 КВ      | 2. у гр. 2    | 7:54,60 НРд          | 6. / 16              |                      |          |        |
| Јос Херменс                                            | 3000 м       |              | 7:59,02 ЛРд     | 7. у гр. 1    | Није се квалификовао | 10. / 21 ж           |                      |          |        |
| Јохн ван дер Вансен                                    | 3000 м       |              | 8:05,07 ЛРд     | 5. у гр. 2    | Није се квалификовао | 14. / 21             |                      |          |        |
| Хенк ван Енкхејзен                                     | 60 м препоне |              | 8,26            | 6. у гр. 2    | Није се квалификовао | Није се квалификовао | Није се квалификовао | 18. / 20 |        |
| \|Вејнанд Блад Вим Браксма Мартин Мозер* Јан Рејндерс* | 4 х 4 круга  |              |                 |               |                      |                      | 6:29,99              | 4. / 4   |        |

### Жене
| Атлетичарка      | Дисциплина   | Лични рекорд | Квалификације | Квалификације | Полуфинале            | Полуфинале            | Финале                | Финале    | Детаљи |
| Атлетичарка      | Дисциплина   | Лични рекорд | Резултат      | Место         | Резултат              | Место                 | Резултат              | Место     | Детаљи |
| ---------------- | ------------ | ------------ | ------------- | ------------- | --------------------- | --------------------- | --------------------- | --------- | ------ |
| Мике фан Висен   | 60 м         |              | 7,74          | 4. у гр. 5    | Није се квалификовала | Није се квалификовала | Није се квалификовала | 23. / 26  |        |
| Анеке де Ланге   | 800 м        |              | 2:07,96 ЛРд   | 4. у гр. 2    |                       |                       | Није се квалификовала | 7. / 11   |        |
| Јоке ван Гервенн | 800 м        |              | 2,09,20 ЛРд   | 4. у гр. 1    | 9. / 11               |                       | Није се квалификовала |           |        |
| Мике фан Висен*  | 60 м препоне |              | 8,46 КВ       | 2. у гр. 3    | 8,40                  | 5. у пф 1             | Није се квалификовала | 8. / 16   |        |
| Марија Алерс     | скок увис    |              |               |               |                       |                       | 1,80                  | 11. / 177 |        |
| Анемике Баума    | скок увис    |              | 1,80 ЛРд      | 12. / 17      |                       |                       |                       |           |        |
| Мике ван Дорн    | скок увис    |              | 1,78          | 13. / 17      |                       |                       |                       |           |        |

## Биланс медаља Холандије после 4. Европског првенства у дворани 1970—1973.
|     | ЕП     |   |   |   |   | УП   |
| 1.  | 1970.  | 0 | 0 | 1 | 1 | =12. |
| --- | ------ | - | - | - | - | ---- |
| 2.  | 1971.  | 0 | 0 | 0 | 0 | =16. |
| 3.  | 1972.  | 0 | 0 | 0 | 0 | =18. |
| 4.  | 1973.  | 0 | 0 | 0 | 0 | 21.  |
| 1-4 | Укупно | 0 | 0 | 1 | 1 | 21   |

|                                        | ЕП                                     |                                        |                                        |                                        |                                        |                                        |
| Није било вишеструких освајача медаља. | Није било вишеструких освајача медаља. | Није било вишеструких освајача медаља. | Није било вишеструких освајача медаља. | Није било вишеструких освајача медаља. | Није било вишеструких освајача медаља. | Није било вишеструких освајача медаља. |
| -------------------------------------- | -------------------------------------- | -------------------------------------- | -------------------------------------- | -------------------------------------- | -------------------------------------- | -------------------------------------- |

## Холандски освајачи медаља после 4. Европског првенства 1970—1973.
|    | Атлетичар/ка       | м | ж | ЕП       | Дисциплина |   |   |   |   | УП |
| -- | ------------------ | - | - | -------- | ---------- | - | - | - | - | -- |
| 1. | Вилма ван ден Берг |   | ж | 1970.    | 60 м       |   |   |   | 1 | 1  |
| 2. |                    |   |   | 1971.    |            | 0 | 0 | 0 | 0 | 0  |
| 3. |                    |   |   | 1972.    |            | 0 | 0 | 0 | 0 | 0  |
| 4. |                    |   |   | 1973.    |            | 0 | 0 | 0 | 0 | 0  |
|    | Укупно             | 0 | 1 | 1970—73. |            | 0 | 0 | 1 | 1 | 1  |